# Jacob Curio

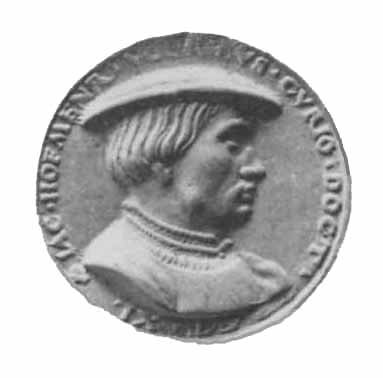
Jacob Curio auf einer Schaumünze aus dem Jahr 1537

Jacob Curio (* 1497 in Hofheim in Unterfranken; † 30. Juni 1572 in Heidelberg) war ein deutscher Arzt und Mathematiker sowie Hochschullehrer in Mainz und Heidelberg.
1514 immatrikulierte Curio sich an der Universität Heidelberg und erlangte zunächst 1515 den akademischen Grad eines Baccalaureus an der philosophischen Fakultät; später erreichte er die Magisterwürde und war 1525 Vizekanzler der Heidelberger Universität.
Er führte seine Studien an der Universität Ingolstadt fort, wo er Medizin und Naturwissenschaften studierte und den Titel eines Doktors der Medizin erlangte. 1540 wurde er an der Universität Mainz zunächst Professor der Medizin, dann Rektor, ehe er 1547 nach Heidelberg an den neu eingerichteten Lehrstuhl für Mathematik berufen wurde. Ab 1553 lehrte er Medizin und wurde 1560 Dekan der Medizinischen Fakultät und Vizekanzler der Universität. Nach dem Tod von Johannes Wagenmann 1557 erhielt Curio dessen Stelle als Erster Professor für Medizin. Curio war 1551 der erste verheiratete Rektor der Universität Heidelberg mit päpstlicher Erlaubnis.
Nachdem er 1572 verstorben war, wurde Curio in der Sankt-Peters-Kapelle der Universität beigesetzt. Der Grabstein seines Schwiegersohns Bartholdus Redlich († 1572) befindet sich ebenfalls dort. Redlich war Jurist und 1567/68 Rektor in Heidelberg. Nach dessen Tod heiratete Curios Tochter Clara in zweiter Ehe den kurpfälzischen Kammermeister Martin Flach. Der Grabstein von Flach und seinen beiden Ehefrauen befindet sich außen an der Südseite der Peterskirche.